# Parc provincial de Valhalla
Pour les articles homonymes, voir Valhalla (homonymie).
Le parc provincial de Valhalla (en anglais : Valhalla Provincial Park) est un parc provincial de la Colombie-Britannique, au Canada.  

## Toponymie
Le parc est situé dans l'ouest des Kootenays le long du lac Slocan